# Elán 3
Elán 3 az Elán együttes harmadik nagylemeze 1983-ból, amely Csehszlovákiában jelent meg.

## Kiadásai
- 1983 LP

## Dalok
1. Tuláci v podchodoch (Baláž – Zeman) – 3:31
2. Poď von (Patejdl – Zeman) – 3:08
3. Len raz (Patejdl – Filan) – 3:11
4. Zabudnuté (Baláž – Filan) – 2:34
5. Nevera (Patejdl – Zeman) – 4:43
6. Mám kým nemám (Patejdl – Filan) – 3:55
7. Vyplazený jazyk (Patejdl – Filan) – 3:17
8. Chlap sa nevzdá (Patejdl – Filan) – 8:25
9. Človečina (Ráž – Filan) – 4:40
10. Slobodná (Ráž – Zeman) – 3:36
11. Gitarista (Baláž – Zeman) – 3:28

## Az együttes tagjai
- Vašo Patejdl – billentyűs hangszerek, akusztikus gitár, ének
- Jožo Ráž – basszusgitár, ének
- Jano Baláž – szólógitár, akusztikus gitár, vokál
- Juraj Farkaš –gitár, akusztikus gitár, vokál
- Zdeno Baláž – dobok, ütős hangszerek

Közreműködött:
- Ján Došek – speciális hangeffektek
- Ján Lauko – zenei rendező
- Jozef Hanák – hangmérnök
- Štefan Danko – producer
- Karol Dlugolinský – fényképész
- Alan Lesyk – borítóterv